# アンサヴォー郡

アンサヴォー郡
Ansavo

アンサヴォー郡（アンサヴォーぐん、ハイチ語: Ansavo、フランス語: Anse-à-Veau）は、ハイチ南西部ニップ県中部の郡。ニップ県設置に伴い2003年9月4日に西部がバラデー郡に分割された。東はミラグワーヌ郡、南は南県アカン郡に接し、北はラゴナーヴ湾に臨む。
北東部にアンサヴォー、その南にアノー、南部にラジル、北西部にチ・トゥウ・デ・ニップ、西部にプレザンス・ディシドの5つのコミーンが置かれている。郵便番号は75から始まる。

## 脚註
1. 1 2  “Haiti: administrative units, extended”.   GeoHive.com. 2016年10月5日時点のオリジナルよりアーカイブ。2021年8月9日閲覧。
2. ↑  “POPULATION TOTALE, POPULATION DE 18 ANS ET PLUS MÉNAGES ET DENSITÉS ESTIMÉS EN 2015” (pdf).   l’Institut Haïtien de Statistique et d’Informatique (IHSI). pp. 16 - 17 (2015年3月). 2021年8月9日閲覧。